# Lennart Arvid Lundberg
Lennart Arvid Lundberg (* 29. September 1863 in Norrköping; † 27. Juli 1931 in Karlshamn) war ein schwedischer Pianist, Komponist und Musikpädagoge.

## Leben
Von 1903 bis 1928 wirkte Lennart Lundberg als Klavierlehrer am Konservatorium von Stockholm. Zu seinen Schülern zählten Henning Mankell, Stina Sundeil, Gunnar de Frumerie, Algot Haquinius, Gustav Nordqvist und Erland von Koch. Als Komponist neigt er zum impressionistischen Stil und zeigt eine herbpersönliche Eigenart. Er schrieb drei Sonaten, Etüden, Balladen, Impromtus, Nocturnes, Phantasiestücke und Klavierlieder.